# Leitz-Austria
Die Leitz-Austria Vertriebs GmbH war ein österreichisches Großhandelsunternehmen für Unterhaltungselektronik mit Sitz in Wien. 

## Geschichte
Seit 1955 war Leitz Österreich, als Großhandel und Österreichvertretung für die Fotoapparate des deutschen Herstellers Leitz (Marke Leica) tätig. Vertrieben wurden zudem unter anderem Mobiltelefone von Hyundai Mobile, einem Tochterunternehmen der Hyundai Group, Schnurlostelefone, Digitalkameras sowie Faxgeräte. CEO war seit 1997 Norbert Winkler. 

## Neue Geschäftszweige
1997 wurde als weiterer Geschäftszweig der Großhandel mit Mobiltelefonen etabliert. Die Leitz-Austria Vertriebs GmbH übernahm zunächst die Distribution von Mobiltelefonen des südkoreanischen Herstellers Samsung Electronics an die verschiedenen Netzbetreiber in Österreich. Leitz-Austria vertrieb zwar auch andere Marken, dieses Geschäft hatte jedoch nur einen sehr geringen Anteil. Der Umsatz der Leitz-Austria Vertriebs GmbH stieg nun von umgerechnet 15 Millionen Euro im ersten Jahr bis 2005 auf 240 Millionen Euro, seither sank der Umsatz. Zum 1. September 2007 kündigte Samsung die Geschäftsbeziehung, um den Vertrieb selbst zu übernehmen.
Kurz danach konnte jedoch als neuer Lizenzpartner der ebenfalls südkoreanische Samsung-Konkurrent Hyundai Mobile gewonnen werden, worauf als 100%ige Tochtergesellschaft von Leitz-Austria die Hyundai Mobile Europe Generalvertretung GmbH gegründet wurde. Allerdings verringerte sich der Umsatz des Unternehmens seit dem Wechsel von 100 Millionen auf 60 Millionen Euro (2008). 

## Weiterer Ausbau und Insolvenz
Ab 2008 sollte ein europaweites Hyundai-Vertriebsnetz aufgebaut werden. Aufgrund der durch die Expansionspläne verursachten hohen Kosten überschuldete sich Leitz-Austria mit 17,4 Millionen Euro und musste, nachdem ein außergerichtlicher Einigungsversuch mit den Gläubigern gescheitert war, Ende Juni 2009 Insolvenz anmelden. Es beantragte auch für seine Tochtergesellschaft ein Verfahren nach der Ausgleichsordnung. Es folgten ein Anschlusskonkurs und 2012 die Löschung der Firma.